# Minhotães
Minhotães era una freguesia portuguesa del municipio de Barcelos, distrito de Braga.

## Historia
Fue suprimida el 28 de enero de 2013, en aplicación de una resolución de la Asamblea de la República portuguesa promulgada el 16 de enero de 2013 al unirse con las freguesias de Grimancelos, Monte de Fralães y Viatodos, formando la nueva freguesia de Viatodos, Grimancelos, Minhotães e Monte de Fralães.